# إنريكو روسي
إنريكو روسي (بالإيطالية: Enrico Rossi)‏ هو سياسي إيطالي، ولد في 25 أغسطس 1958 في إيطاليا. حزبياً، نشط في الحزب الديمقراطي والمادة الأولى ‏. انتخب رئيس توسكانا ‏.